# Feciorică
Feciorica (Herniaria glabra) este o mică plantă erbacee târâtoare, cu flori galbene-verzui, din familia Caryophyllaceae.  Crește în America de Nord și în Europa și îi sunt atribuite proprietăți diuretice. Mai poartă și denumirile de feciorie, iarba datului și a faptului, iarba fecioarei, iarba feciorilor sau iarba surpăturii.

## Prezentare
Plantă anuală, bienală, mai rar perenă, cu tulpinile culcate formând mici tufe, glabre sau scurt păroase și lungi până la 30 cm. Frunzele sunt mici, eliptice sau lanceolate și dispuse opus. Florile mici de culoare verzuie, alcătuite din cinci sepale libere, grable, fără petale și cu androceul format din cinci stamine libere. În România, această plantă se găsește în apropierea râurilor, pe prundișuri și în locuri nisipoase. Înflorește din luna iulie până în septembrie. În scop medicinal se folosesc părțile aeriene ale plantei (Herba Herniariae)  care se recoltează în perioada înfloriri.

## Componenții principali
- saponozide
- flavonoide
- derivați cumarinici
- ulei esențial

## Proprietăți
Este un bun diuretic și mărește excreția clorului și a ureei, antilitiazic în cistite și albuminurie.

## Utilizare
- sub formă de infuzie și decoct 2-3 g.% administrându-se 3-4 ceaiuri pe zi.